# Franz Boas
Franz Uri Boas (ur. 9 lipca 1858 w Minden, zm. 21 grudnia 1942 w Nowym Jorku) – amerykański prekursor antropologii kulturowej i językoznawca niemieckiego pochodzenia, twórca historyzmu boasowskiego, nazywany „ojcem antropologii amerykańskiej”.
Studiował fizykę i geografię w Niemczech. W 1881 roku uzyskał stopień doktora fizyki. Wziął udział w wyprawie badawczej do północnej Kanady, gdzie zainteresował się kulturą oraz językiem Inuitów zamieszkujących Ziemię Baffina. Od tego czasu prowadził badania terenowe nad kulturami i językami ludów z rejonu północno-zachodniego wybrzeża Pacyfiku.
W 1887 roku wyemigrował do USA, gdzie pracował jako kurator muzealny w Instytucie Smithsona. W 1899 roku został profesorem antropologii na Uniwersytecie Columbia w Nowym Jorku. Pozostał tam aż do końca swojej kariery. Wielu z jego studentów stało się założycielami ośrodków antropologicznych w Stanach Zjednoczonych. Edukując młodych ludzi, miał ogromny wpływ na rozwój amerykańskiej antropologii. Do jego uczniów należą m.in. Manuel Gamio, Alfred Kroeber, Ruth Benedict, Edward Sapir, Margaret Mead i Zora Neale Hurston.
Był zagorzałym przeciwnikiem popularnej pod koniec XIX w. ideologii zwanej rasizmem naukowym (scientific racism), którego podstawą było założenie, że rasa człowieka jest uwarunkowana biologicznie, a zachowania ludzkie od niej zależne. W cyklu studiów nad szkieletem człowieka Boas udowodnił, że kształt i wielkość czaszki są w dużym stopniu zmienne, uzależnione od czynników otoczenia, np. zdrowia czy odżywienia organizmu. Zwolennicy teorii naukowego rasizmu uważali kształt głowy za niezmienną cechę rasową.
Uważał, że różnice w zachowaniu ludzkim nie są determinowane wrodzonymi czynnikami biologicznymi, ale są wynikiem różnic kulturowych, nabytych w ciągu wychowania w danym społeczeństwie. Boas uznawał kulturę za najważniejszy czynnik kierujący zachowaniem różnych grup ludzkich. Stała się ona zatem głównym przedmiotem jego analizy antropologicznej.
Był również przeciwnikiem popularnego wówczas ewolucjonizmu w naukach społecznych. Zwolennicy tej teorii zakładali, że wszystkie społeczeństwa przechodzą przez kolejne fazy rozwoju techniki i kultury, którego szczytem jest cywilizacja zachodnioeuropejska. Boas uważał, że kultura rozwija się poprzez interakcje z innymi grupami ludzkimi i rozprzestrzenianie się idei (dyfuzjonizm), a jednolity dla wszystkich form kulturowych proces osiągania coraz to wyższych stadiów rozwoju nie istnieje. Na mocy tego poglądu Boas zrezygnował z organizacji wystaw etnograficznych w oparciu o ewolucjonistyczne fazy rozwoju. Preferował wystawianie obiektów połączonych ze sobą poprzez związki z konkretnymi grupami.
Boas wprowadził również pojęcie relatywizmu kulturowego. Zakłada ono, że kultury nie mogą być obiektywnie oceniane jako lepsze lub gorsze, a wszyscy ludzie widzą świat przez własne, przyswojone normy kulturowe. Według niego, zadaniem antropologii było zrozumienie w jaki sposób kultura uwarunkowuje postrzeganie i rozumienie świata przez ludzi.
Łącząc archeologię (studia nad kulturą materialną), antropologię fizyczną (studia nad różnicami w ludzkiej anatomii) oraz etnologię (studia nad kulturowymi różnicami, językoznawstwo opisowe i badania nad językami lokalnymi), Boas uznał, iż antropologia powinna być połączeniem antropologii fizycznej, lingwistyki, archeologii i antropologii kulturowej. Te cztery pola badawcze stały się podwaliną amerykańskiej antropologii w XX w.

## Życiorys

### Dzieciństwo i młodość
Urodził się w Minden w Westfalii. Jego dziadkowie byli praktykującymi Żydami, natomiast rodzice przyjęli założenia haskali – ruchu intelektualnego opowiadającego się m.in. za integracją ze społecznościami nieżydowskimi. Byli wykształceni i liberalni, a Boas został wychowany w atmosferze sprzyjającej wolności przekonań. Już we wczesnym okresie życia wykazywał zainteresowanie przyrodą oraz naukami biologicznymi.
W nocie autobiograficznej An Anthropologist’s Credo Boas napisał:
Podłożem mojego wczesnego myślenia był niemiecki dom, w którym żywe były ideały okresu Wiosny Ludów. Mój ojciec, liberał pozostawał bierny w sprawach publicznych; moja matka idealistka, żywo się nimi interesowała. Około 1854 była założycielką przedszkola w moim rodzinnym mieście, poświęcała się nauce. Moi rodzice zerwali z dogmatami. Ojciec zachował sentymentalne przywiązanie do obrzędowości swoich rodziców, ale nie pozwolił, by wpływała ona na jego wolność intelektualną

### Studia
Studia rozpoczął na Uniwersytecie w Heidelbergu, gdzie spędził jednak tylko jeden semestr. Następne cztery lata studiował fizykę, geografię i matematykę na Uniwersytecie w Bonn. W 1879 roku chciał przenieść się na Uniwersytet w Berlinie, by studiować fizykę u Hermanna von Helmholtza, ale – z powodów rodzinnych – przeniósł się na Uniwersytet w Kilonii. Tam studiował u Theobalda Fischera i otrzymał doktorat z fizyki w 1881 roku, za pracę Beiträge zur Erkenntnis der Farbe des Wassers (Przyczynek do zrozumienia koloru wody), w której opisywał absorpcję, refleksję i polaryzację światła w wodzie morskiej. Chociaż Boas uzyskał doktorat z fizyki, jego mentor Fischer (uczeń Carla Rittera) był geografem. Z tego powodu niektórzy biografowie uważają Boasa za bardziej geografa niż fizyka.
Badania, które prowadził na potrzeby dysertacji doktorskiej miały na celu sprawdzenie, w jaki sposób różne częstotliwości światła tworzą odmienne kolory podczas interakcji z poszczególnymi typami wody. Podczas eksperymentów Boas miał trudność z obiektywnym rozróżnieniem niewielkich różnic kolorystycznych wody, w wyniku czego zaczął zastanawiać się nad percepcją i jej wpływem na wyniki badań. Dzięki kursowi estetyki u Kuno Fischera w Heidelbergu, Boas zainteresował się również filozofią Immanuela Kanta. To z kolei zaowocowało chęcią przeprowadzenia badań z dziedziny psychofizyki, które dotyczyłyby związku między tym, co psychiczne, a tym co fizyczne. Choć nie miał odpowiedniego wykształcenia z dziedziny psychologii, w okresie odbywania rocznej służby wojskowej opublikował sześć artykułów na temat psychofizyki (1882–1883). Ostatecznie jednak zdecydował skupić się na geografii, głównie po to, by uzyskać finansowanie dla planowanej wyprawy na Ziemię Baffina.

### Początek badań
Geografia stanowiła dla niego sposób odkrywania związków między subiektywnym doświadczeniem a światem obiektywnym. W tym czasie wśród geografów niemieckich panowała rozbieżność zdań na temat różnic kulturowych: wielu uważało, że środowisko fizyczne jest najważniejszym czynnikiem determinującym różnice kulturowe, inni (m.in. Friedrich Ratzel) zaś twierdzili, że rozprzestrzenianie idei poprzez migracje ludności jest ważniejsze. W 1883 roku, zachęcony przez Theobalda Fischera, Boas odbył podróż na Ziemię Baffina by przeprowadzić badania dotyczące wpływu środowiska na migracje tamtejszych ludów inuickich. Podczas tych pierwszych etnograficznych badań terenowych, Boas zebrał notatki, na podstawie których napisał swoją pierwszą monografię The Central Eskimo. Została ona opublikowana w 6th Annual Report from Bureau of American Ethnology w 1888 roku.
Boas żył i pracował w bliskich relacjach z Inuitami zamieszkującymi Ziemię Baffina. Napisał w swoim dzienniku: Często zadaję sobie pytanie o to, jakie zalety posiada nasze „dobre społeczeństwo”, które sprawiają, że jest lepsze niż „ludzie prymitywni”. Dochodzę do wniosku, im więcej ich zwyczajów poznaję, że nie mamy prawa nimi pogardzać. Nie mamy prawa oskarżać ich o formy zwyczajów, przesądy, które mogą się nam wydawać śmieszne. My „wysoko wykształceni ludzie” jesteśmy dużo gorsi, mówiąc ogólnie... – Franz Boas do Marie Krackowizer, 23 grudnia 1883.
Zainteresowanie Boasa lokalnymi społecznościami wzrosło wraz z otrzymaniem pracy w Królewskim Muzeum Etnologicznym w Berlinie, gdzie poznał członków plemienia Nuxalk z Kolumbii Brytyjskiej. To zapoczątkowało jego dożywotni związek z Indianami kanadyjskimi zamieszkującymi rejon północno-zachodniego wybrzeża Pacyfiku.
Po wyprawie na Ziemię Baffina powrócił do Berlina, by dokończyć studia. W 1886 roku z pomocą Hermanna von Helmholtza obronił habilitację Baffin-Land.
Podczas pobytu na Ziemi Baffina zaczął interesować się kulturami niezachodnimi, co zaowocowało pracą The Central Eskimo opublikowaną w 1888 roku. Wcześniej, w 1885 roku, Boas rozpoczął współpracę z antropologiem fizycznym Rudolfem Virchowem oraz etnologiem Adolfem Bastianem w Królewskim Muzeum Etnologicznym w Berlinie. Bastian znany był z negatywnego stosunku do teorii determinizmu środowiskowego. Był zwolennikiem teorii „fizycznej jedności ludzkości”, która głosiła, że wszyscy ludzie mają taki sam potencjał intelektualny, a wszystkie kultury oparte są na takiej samej podstawie mentalnej. Różnice w zwyczajach i wierzeniach wynikają z historii. Pogląd ten miał duży wpływ na Boasa, zwłaszcza w okresie jego pierwszego pobytu na Ziemi Baffina oraz skierował jego zainteresowania na antropologię.
Już w trakcie pracy w Królewskim Muzeum Etnologicznym w Berlinie, Boas zaczął interesować się Indianami kanadyjskimi z rejonu północno-zachodniego wybrzeża Pacyfiku. Po obronie pracy habilitacyjnej udał się przez Nowy Jork do Kolumbii Brytyjskiej na trzymiesięczny wyjazd. W styczniu 1887 roku otrzymał propozycję pracy jako asystent redaktora w interdyscyplinarnym czasopiśmie naukowym „Science”, publikowanym w Stanach Zjednoczonych. Rosnące w Niemczech antysemityzm, nacjonalizm oraz ograniczenia w karierze akademickiej sprawiły, że Boas pozostał w USA. Możliwe, że do tej decyzji przyczynił się również romans z Marie Krackowizer, którą poślubił w tym samym roku.

#### Wystawa światowa w 1893
Antropolog Frederic Ward Putnam, dyrektor i kurator Peabody Museum przy Uniwersytecie Harvarda, wybrał Boasa na asystenta przygotowanej wystawy światowej w Chicago, która miała się odbyć w 1893 roku, w 400 rocznicę przybycia Krzysztofa Kolumba do Ameryki. Dało to Boasowi okazję do praktycznego zastosowania jego koncepcji wystawienniczych. Zarządzał grupą około 100 asystentów, których zadaniem była organizacja kilku ekspozycji etnograficznych o Indianach Ameryki Północnej i Południowej. Putnam chciał, aby wystawa była upamiętnieniem podróży Kolumba. Uważał, że pokazanie plemion Inuitów i Indian kanadyjskich z końca XIX wieku, w „ich naturalnych warunkach życia” będzie stanowiło doskonały kontrast i ukaże cztery wieki osiągnięć Zachodu (od 1493 roku).
Boas wyruszył w podróż na północ Kanady, by zdobyć materiały etnograficzne na wystawę. Zorganizował przyjazd 14 ludzi z plemienia Kwakiutl z Kolumbii Brytyjskiej do Chicago. Zamieszkali oni w specjalnie zbudowanej tam wiosce, dzięki czemu przedstawiane przez nich życie codzienne miało nabrać właściwego sobie kontekstu. Boas pragnął, by zwiedzający mogli wynieść z wystawy konkretną wiedzę.
Po wystawie, zebrane materiały etnograficzne posłużyły jako podstawy kolekcji nowo utworzonego Muzeum Historii Naturalnej w Chicago, w którym Boas został kuratorem sekcji antropologii. Pracował tam do 1894 roku, kiedy zastąpił go archeolog William Henry Holmes.

### Praca w muzeum
W 1896 roku został asystentem kuratora sekcji etnologii w Amerykańskim Muzeum Historii Naturalnej w Nowym Jorku. W 1897 roku zorganizował wyprawę w rejon północnego Pacyfiku. Były to pięcioletnie badania terenowe wśród Indian kanadyjskich. Boas starał się tworzyć wystawy połączone bardziej kontekstem, niż modnym wówczas pojęciem ewolucji. Opracował również program badawczy współgrający z jego celami kuratorskimi. Spisując instrukcje dla swoich studentów, dotyczące poszerzania kontekstów interpretacyjnych w społeczeństwie tłumaczył, że ludzie dostają okazy oraz ich wyjaśnienia, które nie tylko odnoszą się do okazów, lecz także do spraw abstrakcyjnych dotyczących człowieka. Koncepcja poszerzonych kontekstów interpretacji skupiała się na jednym aspekcie, w którym okazy czy ich grupy byłyby wystawione. Boas pragnął kolekcji odnoszących się do konkretnych plemion, by pokazać unikalny styl każdej z grup. Jego podejście doprowadziło do konfliktu z dyrektorami muzeum Morrisem Jesupem oraz Hermonem Bumpusem. Do 1900 roku, Boas zaczął się wycofywać z pomysłu wykorzystania amerykańskiej antropologii muzealnej jako narzędzia edukacji. Całkowicie zrezygnował z niego w 1905 roku i do końca życia nie pracował już w żadnym muzeum.
Niektórzy uczeni, jak student Boasa. Alfred Kroeber, uważali, że używał on w swoich badaniach fizyki jako modelu dla antropologii. Jednak wielu innych, w tym Alexander Lesser, czy Matti Bunzl zwracali uwagę na to, że sam Boas jednoznacznie odrzucał fizykę na rzecz historii jako modelu dla badań antropologicznych.

### Koncepcje wystawiennicze i początki teorii
Pod koniec XIX wieku, antropologia w USA była zdominowana była przez Bureau of American Ethnology. Jego dyrektorem był John Wesley Powell – geolog i zwolennik teorii ewolucji kulturowej Lewisa H. Morgana. BAE miało siedzibę w Instytucie Smithsona w Waszyngtonie, a kurator do spraw etnologii z Instytutu Smithsona, Otis T. Mason miał takie same poglądy na ewolucję kulturową jak Powell.
Podczas pracy nad kolekcją muzealną i wystawami Boas sformułował podstawy swojego podejścia do kultury, które doprowadziły go do porzucenia muzeów oraz próby stworzenia antropologii jako naukowej dyscypliny akademickiej.
Podczas tego okresu wyruszył na 5 kolejnych wypraw do ludów północno-zachodniego Pacyfiku. Prowadzone przez niego badania terenowe sprawiły, że uważał kulturę za lokalny kontekst działań ludzkich. Duży nacisk kładł na pojęcie lokalności i sprzeciwiał się popularnej w tamtym okresie teorii ewolucji kulturowej.
Ostatecznie zerwał z teorią ewolucji kulturowej w swojej analizie pokrewieństwa. Ewolucjonista Lewis Morgan uważał, że wszystkie społeczności ludzkie przechodzą z podstawowej formy organizacji matrylinearnej do patrylinearnej. Indianie kanadyjscy z północnego wybrzeża Kolumbii Brytyjskiej, na przykład Tsimshian i Tlingit byli zorganizowani w klanach matrylinearnych. Indianie kanadyjscy z południowego wybrzeża, na przykład Nootka czy Saliszowie byli zorganizowani patrylinearnie. Boas skupił się na Kwakiutlach żyjących pomiędzy tymi dwoma grupami. W plemieniu Kwakiutlów można było spotkać mieszankę dwóch lineaży. Na początku, Boas, podobnie jak Morgan, uważał, że Kwakiutlowie używają struktury matrylinearnej, tak jak ich sąsiedzi z północy, lecz powoli ewoluują w grupy patrylinearne. Jednak w 1897 roku zmienił podejście i uważał, że Kwakiutlowie zmieniają pierwotną organizację patrylinearną na matrylinearną, w miarę poznawania jej zasad.
Odrzucenie teorii Morgana doprowadziło go do napisania w 1887 roku artykułu rzucającego wyzwanie dotychczasowym zasadom wystaw muzealnych. Stawką były sprawy bardziej jeszcze podstawowe niż klasyfikacja obiektów muzealnych i organizacja wystaw. Podejście ewolucjonistyczne do kultury materialnej doprowadziło kuratorów muzealnych do układania obiektów na wystawach według pełnionej przez nie funkcji lub stopnia rozwoju technologicznego. Kuratorzy zakładali, że zmiany z formach obiektów odzwierciedlają naturalne procesy ewolucji. Jednak Boas uważał, że forma obiektu odzwierciedla sytuację, w której był wyprodukowany i używany. Twierdził on, że nawet te obiekty, które mają podobne formy mogły powstać w zupełnie różnym kontekście kulturowym i z innych powodów. Wystawy muzealne zorganizowane zgodnie teorią ewolucjonizmu, błędnie zestawiają ze sobą efekty zamiast przyczyny działań.

#### Minic Wallace
Podczas pracy na stanowisku asystenta kuratora w Amerykańskim Muzeum Historii Naturalnej w Nowym Jorku, Franz Boas nakłonił Roberta E. Peary’ego badacza Arktyki by przywiózł przedstawiciela tubylców z Grenlandii do Nowego Jorku. Ten przywiózł w 1897 roku sześciu Inuitów, którzy zamieszkali w piwnicy Amerykańskiego Muzeum Historii Naturalnej. Czterech z nich zmarło na gruźlicę w przeciągu roku od przyjazdu. Przeżył tylko chłopiec zwany Minik Wallace. Boas zaaranżował pogrzeb jego ojca, ale zamiast pochować ciało poddał je sekcji zwłok i wystawił w muzeum. Kiedy Minik Wallace dowiedział się, że kości jego ojca są częścią muzealnej wystawy, zażądał ich zwrotu. W tym czasie Boas nie był już pracownikiem muzeum, ale instytucja nie chciała zwrócić kości. W końcu Minik wrócił na Grenlandię, a Boas w żaden sposób mu nie pomógł. Po tym incydencie Boas był ostro krytykowany za sprowadzenie Inuitów do muzeum i brak zainteresowania ich dalszym losem.

### Stanowiska i odznaczenia
- 1887 – asystent redaktora magazynu „Science” w Nowym Jorku
- 1889 – dyrektor nowo utworzonego instytutu antropologii
- 1896 – asystent kuratora w Amerykańskim Muzeum Historii Naturalnej w Nowym Jorku. Równoczesna praca wykładowcy na Uniwersytecie Columbia
- 1900 – członek National Academy of Sciences
- 1901 – honorowy filolog w Bureau of American Ethnology
- 1908 – redaktor „The Journal of American Folklore”
- 1910 – pomoc w tworzeniu International School of American Archaeology and Ethnology in Mexico
- 1910 – przewodniczący New York Academy of Sciences
- 1917 – założenie „International Journal of American Linguistics”
- 1917 – redakcja „Publications of the American Ethnological Society”
- 1931 – przewodniczący American Association for the Advancement of Science
- 1936 – emerytowany rezydent (Emeritus in residence) na Uniwersytecie Columbia
- 1938 – emerytura

### Działalność dydaktyczna i organizacyjna
Franz Boas zmarł na zawał w Columbia University Faculty Club 21 grudnia 1942 roku, przebywając w towarzystwie Claude’a Levi-Straussa.
Boas był jednym z najbardziej wpływowych i szanowanych naukowców swojej generacji. W latach 1901–1911 na Uniwersytecie Columbia był promotorem 7 prac doktorskich z dziedziny antropologii, co w ówczesnych warunkach wystarczało do uczynienia Instytutu Antropologii na Uniwersytecie Columbia wiodącym ośrodkiem antropologicznym w kraju. Wielu z jego studentów stało się założycielami ośrodków studiów antropologicznych na najbardziej znaczących uczelniach kraju.
Pierwszym doktorantem Boasa był Alfred L. Kroeber (1901), który razem z Robertem Lowie otworzył instytut antropologiczny na Uniwersytecie California w Berkeley. Uczniem Boasa był również William Jones, jeden z pierwszych antropologów o pochodzeniu Indiańskim, z plemienia Fox, który został zabity podczas prowadzenia badań na Filipinach w 1909 roku.
Boas kształcił również wielu innych studentów, którzy przyczynili się do rozwoju antropologii jako dziedziny akademickiej: Frank Speck (1908) – uzyskał stopień doktora na Uniwersytecie Pennsylvania w Filadelfii i założył tam instytut antropologii; Edward Sapir (1909) oraz Fay Cooper Cole (1914), który rozwinął ośrodek studiów antropologicznych na Uniwersytecie Chicago; Alexander Goldenweiser (1910), który wspólnie z Elsie Clews Parsons założył ośrodek antropologiczny w New School for Social Research w Nowym Jorku; Leslie Spier (1920), który razem z żoną Erną Gunter (również studentką Boasa) założył ośrodek studiów antropologicznych na Uniwersytecie w Waszyngtonie; Melville Herskovits (1923), który założył ośrodek antropologiczny na Uniwersytecie Northwestern w Evanston. Uczniami Boasa byli również John R. Swanton, Paul Radin, Ruth Benedict, Alexander Lesser, Margaret Mead, Gene Weltfish, E. Adamson Hoebel, Jules Henry oraz Ashley Montagu.
Wśród jego studentów znalazł się meksykański antropolog Manuel Gamio, który obronił pracę magisterską w latach 1909–1911 i został założycielem Mexico’s Bureau of Anthropology w 1917 roku. Clark Weisler, który obronił doktorat z psychologii na Uniwersytecie Columbia w 1901 roku, kontynuował następnie studia antropologiczne z Boasem, potem zaś zajął się badaniem Indian amerykańskich. Esther Schiff, potem Goldfrank, która pracowała latem 1920, 1921 i 1922 roku prowadząc badania wśród Indian w Nowym Meksyku. Gilberto Freyre, który dał podstawy demokracji rasowej w Brazylii. Viola Garfield, która kontynuowała pracę Boasa nad plemionami Tsimshian. Frederica de Laguna, która zajmowała się plemionami Tlingit oraz Inuitami. Antropolożka, folklorystka i pisarka Zora Neale Hurston, która była absolwentką Barnard College w Nowym Jorku, żeńskiej szkoły związanej z Uniwersytetem Columbia.
Boas i jego studenci mieli również duży wpływ na Claude’a Levi-Straussa, który spotykał się z nimi podczas swojego pobytu w Nowym Jorku latach 40. XX wieku. Wielu ze studentów Boasa podzielało jego zainteresowanie ostrożną, historyczną rekonstrukcją oraz jego sprzeciw wobec spekulatywnych, ewolucyjnych modeli. Co więcej, Boas zachęcał swoich studentów, by biorąc przykład z niego samego, krytykowali siebie tak samo i często jak innych.

## Poglądy i wpływ na naukę

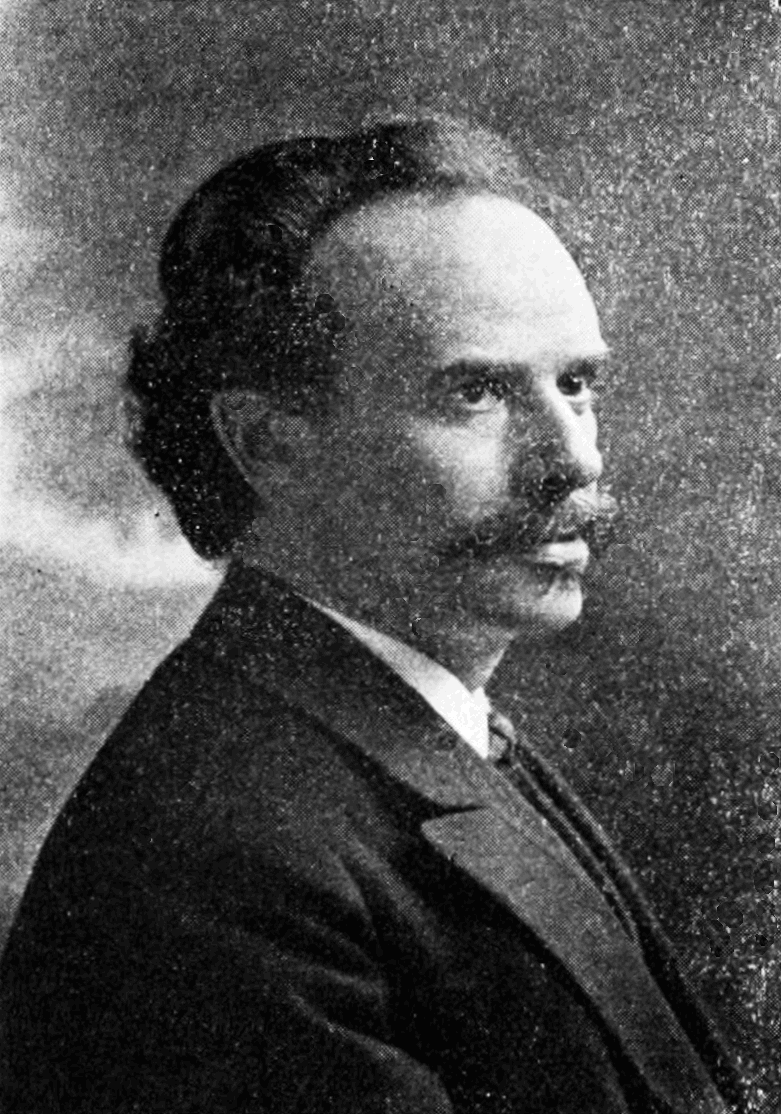
Franz Boas w 1908

### Antropologia akademicka
W 1896 roku Boas został wykładowcą antropologii fizycznej na Uniwersytecie Columbia w Nowym Jorku. Na profesora awansował w 1899 roku. Kiedy Boas porzucił pracę w muzeum wynegocjował z władzami uczelni skupienie profesorów antropologii w jednym ośrodku, którego został dyrektorem. Akademicki program Boasa na Uniwersytecie Columbia był pierwszym programem studiów doktoranckich z zakresu antropologii w USA.
W tym czasie Boas odgrywał kluczową rolę w organizowaniu American Anthropological Association (AAA), organizacji mającej pełnić pieczę nad rodzącą się dyscypliną akademicką. Z początku Boas chciał, aby AAA zrzeszało jedynie profesjonalnych antropologów, ale William John McGee uważał, że stowarzyszenie powinno mieć charakter otwarty. Jego argumenty przekonały większość członków i w 1902 roku został on wybrany na przewodniczącego organizacji. Wiceprzewodniczącymi zostali Franz Boas, Frederic Ward Putnam, John Wesley Powell oraz William Henry Holmes.
W AAA oraz na Uniwersytecie Columbia Boas wprowadzał swoje podejście „czterech pól badawczych” (ang. 4 field approach). Miał duży wkład w antropologię fizyczną, lingwistykę, archeologię oraz antropologię kulturową. Jego prace w tych dziedzinach były pionierskie: w antropologii fizycznej odwodził uczonych od klasycznej klasyfikacji rasowej, a kładł nacisk na biologię i ewolucję człowieka. W lingwistyce przekraczał granice klasycznej filologii i ustalił jedne z najważniejszych zagadnień współczesnej lingwistyki oraz antropologii kognitywnej. W antropologii kulturowej był autorem kontekstualnego podejścia do kultury, relatywizmu kulturowego oraz metody obserwacji uczestniczącej.
Podejście 4 field widziano jako przewartościowanie antropologii poprzez integrację różnych przedmiotów badań w jedną dyscyplinę. Koncepcja ta była największą zasługą Boasa oraz stała się najbardziej charakterystyczną cechą amerykańskiej antropologii.
W eseju Anthropology (1907) Boas sformułował dwa podstawowe pytania:
1. Dlaczego plemiona i narody świata są różne?
2. Jak te współczesne różnice się rozwinęły?

Przedmiot badań antropologii wyjaśniał w następujący sposób: Nie omawiamy anatomicznej, fizjologicznej i mentalnej charakterystyki człowieka jako jednostki, ale interesuje nas różnorodność cech u różnych grup żyjących w różnych zakątkach świata, w różnych klasach społecznych. Naszym zadaniem jest zastanawiać się nad przyczynami widocznych różnic oraz badać kolejność zdarzeń, które doprowadziły do powstania różnorodnych form ludzkiego życia. Mówiąc inaczej, interesuje nas anatomiczna i mentalna charakterystyka ludzi żyjących w tym samym środowisku biologicznym, geograficznym i społecznym
Koncepcje Boasa wiązały się z odchodzeniem od popularnego na początku XX w. podejścia do zróżnicowania kulturowego, w którym zakładano, iż społeczności niepiśmienne lub którym brak źródeł pisanych, nie mają historii. Dla niektórych badaczy rozróżnienie między społeczeństwami piśmiennymi i nie, wyjaśniało jednocześnie różnicę między historią, socjologią, ekonomią a antropologią mającą się skupiać na ludach niepiśmiennych. Boas odrzucał taki podział zarówno społeczeństw, jak i dyscyplin akademickich. Uważał, że wszystkie społeczeństwa mają swoją historię i wszystkie mogą być obiektami badań antropologicznych. Aby umożliwić pracę w społeczeństwach zarówno piśmiennych, jak i niepiśmiennych podkreślał wagę studiowania historii ludzkości poprzez analizę nie tylko tekstów pisanych. W artykule z 1904 roku „The History of Anthropology” pisał: historyczny rozwój pracy antropologów wydaje się jasno wyodrębniać dziedzinę wiedzy, którą nie zajmowała się dotąd żadna inna nauka. To jest biologiczna historia ludzkości w całej swej różnorodności; lingwistyka stosowana do ludów bez języków pisanych; etnologia ludzi bez źródeł historycznych oraz prehistoryczna archeologia
Jedna z najważniejszych prac Boasa, Umysł człowieka pierwotnego (ang. The Mind of Primitive Man) z 1911 roku, połączyła teorie historyczne i rozwoju kulturowego oraz wprowadziła sposób myślenia, który zdominowało amerykańską antropologię na następne 15 lat. W publikacji tej Boas udowadniał, że w każdej społeczności biologia, język, kultura symboliczna oraz materialna są całkowicie odrębne, a każdy z tych aspektów jest równie ważny dla natury człowieka. Mówiąc inaczej, Boas uważał, że kultura nie jest determinowana czynnikami zewnętrznymi. Podkreślał, że cechy biologiczne, lingwistyczne oraz kulturowe dowolnej grupy społecznej są wynikiem rozwoju historycznego, na który składają się zarówno czynniki kulturowe, jak i pozakulturowe. Uważał, że różnorodność kulturowa jest podstawową cechą ludzkości, a konkretne środowisko kulturowe kształtuje zachowanie jednostki.
Boas widział siebie jako przykład do naśladowania, obywatela-naukowca, który rozumiał, że każda wiedza, nawet ta najbardziej „prawdziwa”, ma swoje konsekwencje moralne. Umysł człowieka pierwotnego zakończony jest odezwą: Nasze osądy staną się wolne tylko wtedy, gdy nauczymy się oceniać jednostki na podstawie ich własnych zdolności i charakteru. Wtedy odkryjemy, że gdybyśmy mieli wybrać najlepszych reprezentantów ludzkości, to znaleźliby się tam przedstawiciele wszystkich ras i narodowości. Wtedy też zaczniemy doceniać i kultywować różnorodność spotykanych form ludzkiej myśli i działalności, brzydząc się wszelkimi próbami narzucenia całemu narodowi lub wręcz całemu światu, jednego wzoru myślowego, widząc w tym coś, co prowadzi do całkowitej stagnacji

### Antropologia fizyczna
Prace Boasa z zakresu antropologii fizycznej łączyły jego zainteresowanie teorią ewolucji Darwina oraz migracjami jako przyczynami zmian. Jego najważniejsze badania na tym polu skupiały się na zmianach w parametrach ciała wśród dzieci imigrantów w Nowym Jorku. Już wcześniej inni naukowcy zaobserwowali różnice we wzroście, wymiarach szkieletu oraz innych cechach fizycznych między Amerykanami a ludźmi z różnych części Europy. Wielu wykorzystywało te różnice do poparcia tezy, że istnieją wrodzone różnice biologiczne między rasami. Głównym zainteresowaniem Boasa, w obrębie kultury symbolicznej i materialnej oraz języka, były studia nad procesami zmiany. Dlatego też próbował ustalić, czy formy cielesne również są im poddane. Boas przeprowadził badania na 17 821 osobach, które pozdzielił na 7 grup według kryteriów etnicznych. Odkrył, że przeciętne wymiary kręgosłupa imigrantów znacznie różniły się od wymiarów osób urodzonych w Stanach Zjednoczonych oraz że średnie wymiary kręgosłupa dzieci urodzonych w przeciągu 10 lat od przybycia ich matek do USA znacznie się różniły od właściwych dzieciom urodzonym po upływie więcej niż 10 lat od przybycia ich matek do USA.
Nie zaprzeczał, że cechy fizyczne, takie jak wzrost czy rozmiary kręgosłupa są dziedziczne, ale uważał, że środowisko również ma na nie wpływ, co staje się widoczne z czasem. Badania te stały się jego głównym argumentem za poglądem, że różnice między rasami nie są niezmienne.
Debata nad wynikami jego badań trwa do dzisiaj. W 2002 roku antropologowie Corey Sparks i Richard Jantz stwierdzili, że różnice między rodzeństwem urodzonym w Europie i Ameryce są bardzo małe, wręcz nieznaczące. Widzieli również brak widocznych efektów wpływu środowiska amerykańskiego na rozmiar szkieletu dzieci. Uważali, że ich wyniki są zaprzeczeniem odkryć Boasa i pokazują, że nie można ich dłużej używać w dyskusji o morfologicznej plastyczności szkieletu. Wartość tez Boasa podtrzymuje Jonathan Marks. W 2003 roku antropologowie Clarence C. Grevlee, H. Russell Bernard oraz William R. Leonard przeanalizowali dane Boasa i potwierdzili, że większość z jego wniosków była prawdziwa. Użyli oni nowej metody komputerowej analizy statystycznej danych zebranych przez Boasa i odkryli jeszcze więcej dowodów na plastyczność kręgosłupa. W późniejszej publikacji Grevlee, Bernard i Leonard ocenili analizę Sparksa i Jantza. Uważali, że Sparks i Jantz źle zinterpretowali wnioski Boasa, a ich wyniki właściwie potwierdzają jego tezę. Na przykład pokazują oni, że Sparks i Jantz badają zmiany w kształcie kręgosłupa w odniesieniu do długości pobytu badanego w USA. Boas natomiast badał zmiany w wymiarach kręgosłupa w odniesieniu do długości pobytu matki badanego w USA. Grevlee, Bernard i Leonard uważali, że metoda Boasa była bardziej praktyczna, ponieważ środowisko prenatalne to kluczowy czynnik rozwoju jednostki.
Dalsze publikacje Jantza, opierały się na teoriach Gravlee’go, według których Boas specjalnie wybrał dwie grupy imigrantów (sycylijskich i hebrajskich), którzy najbardziej różnili się w tych samych aspektach, a odrzucił inne grupy, które różniły się w innych. Skomentował to następująś
co: Używając najnowszej analizy Gravelee’go (2003) możemy zaobserwować, że w aspekcie drugim maksymalna różnica w wymiarach szkieletu spowodowana imigracją (u Hebrajczyków) jest dużo mniejsza niż największa różnica etniczna między Sycylijczykami i Czechami. To pokazuje, że mądrzy rodzice mogą spłodzić mądre potomstwo i na odwrót. Aby udowodnić, że dzieci imigrantów stają się „typu amerykańskiego” Boas musiał użyć dwóch najbardziej zmieniających się grup”.
Niektórzy socjobiolodzy i zwolennicy psychologii ewolucyjnej sugerowali, że Boas był przeciwnikiem teorii ewolucji Darwina. W rzeczywistości był jednak zagorzałym jej zwolennikiem. W 1888 roku zadeklarował, że rozwój etnologii jest w dużym stopniu skutkiem generalnego rozpowszechnienia teorii biologicznej ewolucji. Od czasów Boasa antropolodzy fizyczni zakładają, że ludzka zdolność tworzenia kultury jest wynikiem ludzkiej ewolucji. Badania Boasa nad zmianami form ciała odegrały istotną rolę w popularyzacji teorii Darwina. Należy jednak pamiętać, że Boas kształcił się w czasach, kiedy biolodzy nie posiadali jeszcze wiedzy z zakresu genetyki. Odkrycie Mendla stało się powszechnie znane dopiero w 1900 roku. Przed nim, biolodzy polegali na mierzeniu cech fizycznych jako danych empirycznych popierających teorię ewolucji. Badania biometryczne Boasa, doprowadziły go do kwestionowania użytkowania tej metody i uzyskanych dzięki niej danych.

### Lingwistyka
Boas miał również duży wkład w podstawy lingwistyki jako dziedziny nauki w Stanach Zjednoczonych. Opublikował wiele artykułów o językach autochtonicznych Ameryki i opisywał trudności teoretyczne z klasyfikacją języków. Był również autorem programu studiów nad związkami języka z kulturą, którego rozwój kontynuowali później jego studenci, m.in. Edward Sapir, Paul Rivet, Alfred Kroeber.
Artykuł Boasa z 1889 roku On alternating sounds (O zmienności dźwięków) miał wpływ a metodologię tak lingwistyki, jak i antropologii kulturowej. Był on odpowiedzią na pracę Daniela Garrisona Brintona z 1888 roku, który w tym czasie był profesorem językoznawstwa oraz archeologii na Uniwersytecie Pennsylvania w Filadelfii. Brinton zaobserwował, że w wielu językach Indian niektóre głoski ulegały regularnym wymianom. Z pewnością przyczyną nie była wymowa indywidualna. Brinton nie sugerował, że niektórzy wymawiali poszczególne słowa inaczej niż inni, ale uważał, że istniało wiele słów które, nawet powtarzane przez tę samą osobę, różniły się od siebie. Używając teorii ewolucji Brinton przekonywał, że ta niespójność była znakiem niższości badanych języków i dowodem na to, że Indianie amerykańscy byli na niskim szczeblu rozwoju ewolucyjnego.
Boas dobrze znał argumenty Brintona, sam doświadczył czegoś podobnego podczas swoich badań na Ziemi Baffina oraz wśród ludów z regionu północno-zachodniego wybrzeża Pacyfiku. Mimo to twierdził, że „zmienne dźwięki” nie są znakiem szczególnym charakterystycznym dla języków amerykańskich Indian, a nawet, że zmienne dźwięki w ogóle nie istnieją. Uważał raczej, że są one obiektywnym dowodem na różne stadia rozwoju ewolucji kulturowej. Boas badał je pod kątem swojego długotrwałego zainteresowania subiektywnym postrzeganiem obiektywnych zjawisk fizycznych. Nawiązywał tu również do wcześniejszej krytyki ewolucjonistycznych wystaw muzealnych. Wyszczególniał w niej, że dwie rzeczy (obiekty kultury materialnej), które wydają się podobne, mogą się różnić. W tym artykule zakłada również możliwość, że dwie rzeczy (dźwięki), które wydają się różne, mogą być podobne.
Boas skupił swoją uwagę na percepcji dźwięków. Rozpoczął od postawienia pytania empirycznego: kiedy ludzie opisują jeden dźwięk na różne sposoby to czy przyczyną tego jest fakt, że nie postrzegają oni różnicy? Od razu również założył, że nie zajmuje się przypadkami związanymi ze stałym zaburzeniem – dźwiękowym odpowiednikiem daltonizmu. Wyróżnia, że owo pytanie o ludzi opisujących jeden dźwięk na różne sposoby jest porównywalne do tego, o ludzi opisujących różne dźwięki w jeden sposób. Jest to podstawą badań lingwistyki opisowej: podczas nauki nowego języka, jak należy zapisać wymowę poszczególnych słów? (Boas buduje tutaj podstawy dla rozróżnienia fonetyki i fonologii). Ludzie mogą wymawiać słowo na wiele sposobów, ale nadal rozpoznawać, że używają tego samego słowa. Problemem zatem nie jest to, że takie wrażenia nie są rozpoznawane jako jednostkowe (to znaczy, że ludzie rozpoznają różnice w wymowie), ale raczej, że dźwięki są klasyfikowane według swojego podobieństwa (czyli, ludzie klasyfikują wszystkie dźwięki w konkretne kategorie). Podobnie mogłoby być w przypadku słów lub kolorów. Angielskie słowo green (zielony) może być używane w odniesieniu do całej gamy odcieni oraz barw. Ale istnieją języki, w których nie ma słowa określającego „zielony”. W takich przypadkach, ludzie mogą zaklasyfikować to, co użytkownicy języka angielskiego nazywają „zielonym” jako „żółte” lub „niebieskie”. Nie jest to przykład daltonizmu, ludzie mogą bowiem dostrzegać różnice w kolorach, ale klasyfikować podobne kolory inaczej niż użytkownicy języka angielskiego.
Boas stosował te pojęcia w swoich studiach nad językami Inuitów. Uczeni stosowali wiele wariantów zapisu danego słowa. W przeszłości,
dane takie interpretowano na różne sposoby – mogły oznaczać lokalne różnice w wymowie słowa lub różne dialekty. Boas uważał, że istniało alternatywne wyjaśnienie: różnica nie leży w tym jak Inuici wymawiają dane słowo, ale raczej w tym, jak anglojęzyczni uczeni są fizycznie niezdolni do przyswojenia rzeczonego dźwięku, czy też system fonetyczny języka angielskiego nie może dostosować tego dźwięku.
Boas miał swój wkład w metody lingwistyki opisowej, uważał, że stronniczość obserwatora nie musi być osobista, może być kulturowa. Kategorie pojęciowe zachodnich badaczy mogą powodować, że błędnie lub w ogóle nie odbierają oni znaczących elementów innej kultury. Tak jak w swojej krytyce wystaw muzealnych Otisa Masona, Boas pokazuje, że to, co wydawało się dowodem na ewolucję kulturową, było tak naprawdę konsekwencją wykorzystywania nienaukowych metod i odzwierciedleniem przekonań ludzi z zachodu o ich własnej wyższości kulturowej. Ten argument stanowi metodologiczną podstawę dla relatywizmu kulturowego Boasa, który zakłada, że poszczególne elementy kultury nabierają znaczenia dopiero w kontekście danej kultury. W innej, mogą nabrać innego znaczenia lub zostać go zupełnie pozbawione.

### Antropologia kulturowa
Podstawy podejścia Boasa do etnografii zawiera jeden z jego pierwszych esejów The Study of Geography (Studia geograficzne). Sądził, że należy uważać każde zjawisko za warte zbadania. Już sam fakt, że istnieje daje mu prawo by przyciągnąć uwagę, a wiedza o jego istnieniu i ewolucji w czasie oraz przestrzeni w pełni satysfakcjonuje badacza.
Takie podejście doprowadziło Boasa do promowania antropologii kulturowej, charakteryzującej się mocnym przywiązaniem do:

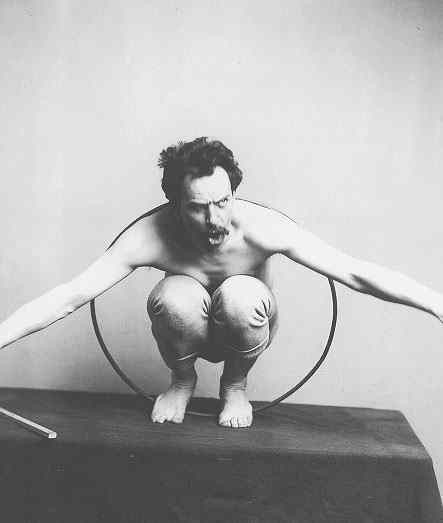
Franz Boas pozuje do rzeźby na wystawę w National Museum of Natural History (1895)

1. Empiryzmu (z rosnącym sceptycyzmem dla prób sformułowania „praw naukowych” kultury)
2. Pojęcia kultury jako czegoś dynamicznego, płynnego
3. Etnograficznych badań terenowych, podczas których antropolog zamieszkuje przez dłuższy czas wśród badanych, prowadzi badania w ich języku oraz współpracuje z lokalnymi badaczami (obserwacja uczestnicząca)
4. Relatywizmu kulturowego jako narzędzia metodologicznego, które pozwala prowadzić badania terenowe oraz narzędzia do analizy danych

Boas uważał, że aby zrozumieć, konkretne cechy kultury (zachowania, wierzenia, symbole) należy badać je w kontekście lokalnym. Uważał również, że podczas migracji ludzi z jednego miejsca do innego, a także wskutek zmian wynikających z upływu czasu, elementy kultury oraz ich znaczenia ulegają przekształceniom. Doprowadziło go to do podkreślania wagi lokalnej historii w analizie kultury.
Boas zwracał uwagę na historię, która ukazuje jak pewne cechy rozprzestrzeniały się z jednego miejsca do innych. To sprawiło, że Boas uważał granice kulturowe za niejednoznaczne, przenikające się wzajemnie i wysoce przepuszczalne. Jego student, Robert Lowie opisał kulturę jako „zbiór strzępków i łat”.
Nawet obecnie, wielu zachodnich badaczy widzi podstawową różnicę między współczesnymi społeczeństwami, które charakteryzują się dynamizmem oraz indywidualizmem a społeczeństwami tradycyjnymi, stabilnymi i homogenicznymi (jednorodnymi). Empiryczne badania terenowe Boasa sprawiły, że stał się on przeciwnikiem tego rozróżnienia. Esej z 1903 roku Decorative Designs of Alaskan Needlecases. A History of Conventional Designs, Based on Materials in a U.S. Museum jest kolejnym przykładem teorii Boasa, które bazowały na danych empirycznych. Po wyróżnieniu podobieństw między igielnikami Boas pokazuje, że pewne cechy stanowią kanon, na podstawie którego kolejni artyści mogli tworzyć wariacje. Nacisk kładziony na kulturę jako kontekst nadający znaczenie zachowaniu sprawił, że Boas był wrażliwy na różnice w społeczeństwie.
W eseju programowym z 1920 roku The Methods of Ethnology (Metody etnologii) Boas pisał, że zamiast „systematycznej numeracji standaryzowanych wierzeń i zwyczajów plemienia”, antropologia powinna dokumentować „sposób, w jaki jednostka reaguje na swoje otoczenie oraz modele zachowań w społeczeństwach prymitywnych”
Boas uważał, że dzięki skupieniu na jednostce można odkryć, że „zachowania jednostki są w dużym stopniu zdeterminowane przez jej otoczenie, ale również jej zachowania mają wpływ na społeczeństwo, w którym żyje i mogą wprowadzać modyfikacje w przyjętych formach”. Boas widział kulturę jako dynamiczną w swej istocie.
Uważał on, że społeczeństwa piśmienne i niepiśmienne powinny być analizowane w ten sam sposób. Historycy z XIX wieku stosowali techniki filologiczne by odtworzyć historię oraz związki historyczne między społeczeństwami piśmiennymi. Zdaniem Boasa, by używać tych metod w społeczeństwach niepiśmiennych badacze powinni samodzielnie zbierać i tworzyć teksty na temat badanych grup. Teksty te powinny przybierać nie tylko formy słowników czy gramatyk lokalnych języków, ale również nagrań przekazów mitów, opowieści ludowych, wierzeń, przepisów lokalnej kuchni. Aby to zrobić, Boas polegał na współpracy z piśmiennymi etnografami wywodzącymi się z lokalnych społeczności (np. w społeczności Kwakiutlów na Georgu Huncie) i wymagał od swoich studentów by widzieli w takich ludziach cennych partnerów – co prawda gorszych pod względem usytuowania w społeczeństwie zachodnim, ale lepszych w rozumieniu ich własnej kultury.
Posiłkując się takimi metodami, Boas opublikował w 1920 roku kolejny artykuł. Powrócił w nim do kwestii pokrewieństwa u Kwakiutlów. Pod koniec lat 90. XIX wieku, Boas próbował zrekonstruować transformację w organizacji klanów przez porównywanie jej do organizacji klanów u plemion sąsiadujących z Kwakiutlami od północy i południa. Tym razem jednak opowiedział się przeciwko tłumaczeniu zasad pokrewieństwa grup w Kwakiutlów jakimikolwiek angielskimi słowami. Zamiast prób wpasowania tej grupy w konkretny model, Boas pragnął zrozumieć jej wierzenia oraz działania na jej własnych zasadach. Na przykład wcześniej Boas tłumaczył słowo numaym jako „klan”. Teraz jednak zauważył, że słowo to oddaje związek przywilejów, który nie może być oddany żadnym angielskim słowem. Tak jak w swojej pracy nad On alternating sounds, Boas zdał sobie sprawę, że różne interpretacje etnologiczne zasad pokrewieństwa Kwakiutlów były wynikiem ograniczeń narzucanych przez zachodnie kategorie pojęciowe. Jak w swojej pracy o igielnikach z Alaski dostrzegał, że różnice w zwyczajach Kwakiutlów są wynikiem związku między normami społecznymi a kreatywnością jednostki. Przed śmiercią w 1942 roku, Boas wyznaczył Helen Codere, aby zredagowała i opublikowała jego manuskrypty o kulturze ludu Kwakiutlów.

### Folklorystyka
Działalność Franza Boasa miała wpływ także na rozwój folklorystyki jako dyscypliny naukowej. Boas uważał, że powinna ona stać się integralną częścią antropologii, gdyż w przypadku usamodzielnienia jej standardy obniżą się. Boas wprowadzał do folklorystyki rygorystyczne, naukowe metody. Był on mistrzem w wykorzystywaniu obszernych badań terenowych oraz naukowych wytycznych w badaniach folkloru. Uważał, że prawdziwa teoria może być stworzona tylko poprzez dogłębną analizę; ale nawet tak stworzona teoria powinna być traktowana jako niedokończona aż do czasu, gdy zostanie udowodniona. Tego rodzaju sztywna, naukowa metoda została szeroko zaakceptowana jako jedna z podstawowych zasad folklorystyki: metody Boasa używane są aż do dzisiaj. Wielu z jego studentów zaliczanych jest dzisiaj do najważniejszych badaczy folkloru.
Boas pasjonował się kolekcjonowaniem folkloru i uważał, że podobieństwa w opowieściach ludowych wśród różnych grup ludności są wynikiem rozpowszechniania idei (dyfuzjonizm). Starał się udowodnić tę teorię, a jego wysiłki zaowocowały utworzeniem metody analizy opowieści ludowych, poprzez rozkładanie jej na poszczególne części i kolejną ich analizę. Jego pojęcie słów kluczowych (ang. catch words) pozwoliło klasyfikować poszczególne części i analizować je w związku z innymi, podobnymi w różnych opowieściach. Boas chciał również dowieść, że nie wszystkie kultury rozwijały się tak samo, a te pozaeuropejskie nie były prymitywne, lecz po prostu inne.
Boas pozostawał aktywnym działaczem na rzecz rozwoju folkloru przez całe życie. W 1908 roku Został redaktorem „Journal of American Folklore”. Regularnie pisał i publikował artykuły z dziedziny folkloru (często właśnie w tym czasopiśmie). Pomagał również w 1925 roku w wyborze Louise Pound na przewodniczą American Folklore Society.

## Dziedzictwo
Koncepcje i badania Boasa miały długotrwały wpływ na antropologię. Prawie wszyscy współcześni antropolodzy akceptują dzisiaj jego zaangażowanie na rzecz empiryzmu oraz metodologię relatywizmu kulturowego. Większość współczesnych antropologów kulturowych dzisiaj podziela jego poglądy na temat badań terenowych, obejmujących potrzebę przedłużonego czasu pobytu, naukę miejscowego języka oraz rozwój relacji z informatorami. Jego badania stały się inspiracją dla późniejszych badań amerykańskich strukturalistów w językoznawstwie (hipoteza Sapira-Whorfa o determinującej roli języka w postrzeganiu rzeczywistości). Boas był zwolennikiem poglądu, że badanie kultury jest niemożliwe bez uwzględnienia kontekstów historycznych. Doceniana jest również jego krytyka ideologii rasistowskich. Thomas Gossett w dziele z 1963 roku Race. The History of an Idea in America, napisał: „Prawdopodobne jest, że Boas zrobił więcej, by pokonać uprzedzenia rasowe, niż ktokolwiek inny w historii”

## Tłumaczenia tekstów na język polski
- Umysł człowieka pierwotnego, Nomos, Kraków 2010.
- Ewa Kopczyńska, Metoda i pasja. Antropologia kulturowa Franza Boasa. Z wyborem pism, Nomos, Kraków 2010.
- Fragmenty pism w: Świat człowieka – świat kultury. Antologia tekstów klasycznej antropologii, redakcja naukowa: Ewa Nowicka, Małgorzata Głowacka-Grajper, Warszawa 2007, Wyd Naukowe PWN, ISBN 978-83-01-15128-7.
  - Cele badań antropologicznych;
  - Ograniczenia antropologicznej metody porównawczej;
  - Ewolucja czy dyfuzja?.